# 贵州半蒴苣苔
贵州半蒴苣苔（学名：Hemiboea cavaleriei），为苦苣苔科半蒴苣苔属下的一个植物变种。

## 形态特征
多年生草本。茎上升，高20-150厘米，无毛，不分枝或分枝，具4至15节，散生紫斑。叶对生；叶片稍肉质，干后草质，长圆状披针形，卵状披针形或椭圆形，顶端渐尖或急尖，基部楔形或狭楔形，常不相等，边缘具多数锯齿或浅钝齿，稀近全缘，长5-20厘米，宽2-8厘米，叶面绿色，疏生短柔毛，背面淡绿色或带紫色，散生短柔毛或仅脉上疏生短柔毛；蠕虫状石细胞嵌生于维管束周围的基本组织中；侧脉每侧6-14条；叶柄长0.5-6.5厘米，聚伞花序假项生，具3-12花；花序梗长0.5-6.5厘米，无毛；总苞球形，直径1-2.5厘米，顶端具尖头，无毛，开放后呈船形；花梗长2-5毫米，无毛。萼片5，卵状三角形、椭圆状披针形至线状披针形，长5-7毫米，宽2-4毫米，无毛。花冠白色、淡黄色、或粉红色，散生紫斑，长3-4.8厘米，外面疏生腺状短柔毛；筒长2.3-3.3厘米，内面基部上方4-6毫米处有一毛环，口部直径13-18毫米，基部上方直径6-8毫米；上唇长6-10毫米，2浅裂，裂片半圆形，下唇长7-15毫米，3浅裂，裂片宽卵圆形。雄蕊：花丝着生于距花冠基部10-15毫米处，狭线形，长10-13毫米，花药椭圆形，长3-3.2毫米，以顶端或腹面上方连着；退化雄蕊3，中间1个小，长2毫米，顶端截形，侧面2个长5-7毫米，顶端头状。花盘环状，高1-1.2毫米。雌蕊长1.7-2.5厘米，子房线形，无毛，柱头钝形。蒴果线状披针形，长1.5-2.5厘米，多少弯曲，基部宽3-4毫米，无毛。花期8-10月，果期10-12月。

## 用处
全草入药治疗痈和烫伤，可作猪饲料。
全草(半蒴苣苔)：微酸、涩，凉。清热解毒。用于跌打损伤，刀伤出血，腹水。